# مقاطعة كانون (تينيسي)
مقاطعة كانون (بالإنجليزية: Cannon County, Tennessee)‏ هي إحدى مقاطعات ولاية تينيسي في الولايات المتحدة. ، وتبلغ مساحتها 688 كم2، بلغ عدد سكانها 13801 نسمة في عام 2010 حسب إحصاء مكتب تعداد الولايات المتحدة وتصل الكثافة السكانية فيها 19 نسمة/كم2.

## وصلات خارجية
- www.cannontn.com